# Beleg van Constantinopel (1422)
Het Beleg van Constantinopel vond plaats van juni tot september 1422 en was een deel van de Byzantijns-Ottomaanse oorlogen. Het was een vergelding van sultan Murat II voor de steun die de Byzantijnen gaven aan een van zijn rivalen.

## Achtergrond
Na de dood van sultan Bayezid I in 1403 ontstond in het Ottomaanse Rijk een troonstrijd. In 1413 riep Mehmet I zichzelf uit als sultan, dit werd betwist door zijn broer Mustafa Çelebi. Keizer Manuel II Palaiologos (1391-1425) had een goede verstandhouding met Mehmet I.
1421, Manuel II, zeventig jaar oud droeg het bestuur over aan zijn zoon Johannes VIII Palaiologos. Hetzelfde jaar stierf Mehmet en werd opgevolgd door Murat II. Mustafa Çelebi kwam terug op de proppen en beloofde aan Johannes de herovering van Roemelië. Mustafa Çelebi werd gevat en vermoord. De belegering van Constantinopel diende als vergelding.

## Beleg
Het was de eerste maal dat de Ottomanen het kanon, de falcon, gebruikte. De belegering verliep voorspoedig voor de Ottomanen tot dat sultan Murat II hoorde dat zijn jongere broer Küçük Mustafa, die getrouwd was met een Byzantijnse prinses, in opstand was gekomen. Murat II brak de belegering af en trok zich terug, volgens de Byzantijnen, door de tussenkomst van de Theotokos.

## Vervolg
Nadat Küçük Mustafa was geëlimineerd, begon Murat aan de verovering van Thessaloniki.